# Killing in the Name
"Killing in the Name" is de debuutsingle van de Amerikaanse rockband Rage Against the Machine. De single is afkomstig van het album Rage Against the Machine en werd uitgebracht op 2 november 1992. Het nummer zorgde ervoor dat Rage Against the Machine bekendheid kreeg als band met politieke idealen; de tekst behandelt het racisme in Amerikaanse overheidsinstanties en op de cover stond Malcolm W. Brownes beroemde afbeelding van de in brand staande Vietnamese monnik Thích Quảng Đức.

## Opnamen
De riff voor "Killing in the Name" ontstond in 1991 tijdens een gitaarles die Morello gaf aan een student. Morello gaf in zijn appartement in West-Hollywood les in hardrock-riffs, maar toen zijn Fender Stratocaster problemen kreeg moest hij terugvallen op zijn Ibanez-basgitaar. Toen ontstond de "Killing in the Name"-riff. Hij stopte de les, pakte een cassetterecorder en nam het stukje op. Daarna ging hij weer verder met de les. De volgende dag nam hij de cassette mee naar een studio in Noord-Hollywood, waar het werk begon. Morello stelde later wel dat het nummer een collaboratie was van alle bandleden: "Timmy C's geweldige bas, Brad Wilks funky, harde drums en Zack [de la Rocha]'s perfecte mengeling met de gitaar".
In december 1991 verscheen "Killing in the Name" op de eerste demotape die de band via Atlantic Records uitbracht. Van die demo werden 5000 exemplaren verkocht. Een jaar later was "Killing in the Name" het tweede nummer en de leadsingle van het debuut Rage Against the Machine.

## Muziek en teksten
Het gitaarstuk van het nummer wordt gespeeld in een Drop-D-tuning (kenmerkend voor metalnummers) en de toonsoort D, meer bepaald D Frygisch en D Mineur.  De gitaarsolo van Tom Morello wordt geproduceerd met behulp van de Digitech Whammy, een apparaat dat voor verschuivingen in toonhoogten kon zorgen. Morello speelt de solo twee octaven hoger. Deze Whammy is op elk album van Rage Against the Machine te horen. Voor "Killing in the Name" gebruikte Morello de Digitech Whammy WH-1, een model uit de jaren 80.
De tekst van "Killing in the Name" werd geschreven kort na de mishandeling van taxichauffeur Rodney King die in Amerika voor veel ophef zorgde en gaat over racisme in Amerikaanse overheidsinstanties. Met de regel "Some of those that work forces, are the same that burn crosses" doelt de band op de Ku Klux Klan. Deze racistische groepering heeft als kenmerk dat bij het ritualistisch ophangen van zwarte mannen en later hele zwarte gezinnen, een brandend kruis als symbool werd gebruikt. Later werd het plaatsen van een brandend kruis gebruikt om angst aan te jagen onder gekleurde bevolkingsgroepen.
Tijdens sommige concerten verandert De la Rocha deze zin in "Some of those that burn crosses, are the same who hold office" in het tweede couplet. Ook de volgende regel verwijst er naar: 'Those who died, are justified, for wearing your badge they're the chosen whites', waarbij mensen van de overheid ('wearing a badge') in verband worden gebracht met 'chosen whites', verwijzend naar de blanke mannen in witte kleding van de KKK. Het nummer eindigt met de zin "Fuck you, I won't do what you tell me", dat 16 keer wordt herhaald, eindigend in de uitroep 'Motherfucker!'. In de versies die radiostations draaien wordt deze zin vaak niet gedraaid vanwege de woorden 'fuck' en 'motherfucker'.

## Achtergrond
De single werd uitsluitend een hit in Oceanië, het Verenigd Koninkrijk en het Nederlandse taalgebied. In Australië bereikte de single de 7e positie en in Nieuw-Zeeland de 8e positie. In het Verenigd Koninkrijk bereikte de single de 25e positie in de UK Singles Chart.
In Nederland werd de single populair door het liveoptreden van de band op Pinkpop 1993. De single werd vervolgens veel gedraaid op Radio 538 en Radio 3, werd een radiohit en bereikte de 16e positie in de Nederlandse Top 40 en de 13e positie in de destijds nieuwe publieke hitlijst op Radio 3, de Mega Top 50.
In België bereikte de single de 27e positie in de Vlaamse Ultratop 50. In de Vlaamse Radio 2 Top 30 werd géén notering behaald.

## Hitnoteringen

### Nederlandse Top 40
| "Killing in the Name" in de Nederlandse Top 40 - binnen 18-09-1993 | "Killing in the Name" in de Nederlandse Top 40 - binnen 18-09-1993 | "Killing in the Name" in de Nederlandse Top 40 - binnen 18-09-1993 | "Killing in the Name" in de Nederlandse Top 40 - binnen 18-09-1993 | "Killing in the Name" in de Nederlandse Top 40 - binnen 18-09-1993 | "Killing in the Name" in de Nederlandse Top 40 - binnen 18-09-1993 | "Killing in the Name" in de Nederlandse Top 40 - binnen 18-09-1993 | "Killing in the Name" in de Nederlandse Top 40 - binnen 18-09-1993 | "Killing in the Name" in de Nederlandse Top 40 - binnen 18-09-1993 | "Killing in the Name" in de Nederlandse Top 40 - binnen 18-09-1993 |
| Week                                                               | 1                                                                  | 2                                                                  | 3                                                                  | 4                                                                  | 5                                                                  | 6                                                                  | 7                                                                  | 8                                                                  | 9                                                                  |
| ------------------------------------------------------------------ | ------------------------------------------------------------------ | ------------------------------------------------------------------ | ------------------------------------------------------------------ | ------------------------------------------------------------------ | ------------------------------------------------------------------ | ------------------------------------------------------------------ | ------------------------------------------------------------------ | ------------------------------------------------------------------ | ------------------------------------------------------------------ |
| Nummer                                                             | 29                                                                 | 22                                                                 | 17                                                                 | 16                                                                 | 18                                                                 | 22                                                                 | 28                                                                 | 35                                                                 | uit                                                                |

### Mega Top 50
Hitnotering: 11-09-1993 t/m 20-11-1993. Hoogste notering: #13 (2 weken).

### NPO Radio 2 Top 2000
| Nummer met noteringen in de NPO Radio 2 Top 2000 | '11  | '12 | '13 | '14 | '15 | '16 | '17 | '18 | '19 | '20 | '21 | '22 | '23 | '24 |
| ------------------------------------------------ | ---- | --- | --- | --- | --- | --- | --- | --- | --- | --- | --- | --- | --- | --- |
| Killing in the Name                              | 1454 | 188 | 94  | 87  | 94  | 70  | 64  | 62  | 60  | 51  | 48  | 48  | 34  | 47  |

1. ↑  Een vetgedrukt getal geeft de hoogste notering aan.
2. ↑  2011 was het eerste jaar met een notering voor dit nummer.

## Promotie
De voorkant van de single bestaat, evenals de voorkant van het album, uit een foto van de Vietnamese monnik Thích Quảng Đức. Hij werd bekend nadat hij zich op 11 juni 1963 in brand stak op een druk kruispunt. Dit was een protestactie tegen het regime van de toenmalige president van Zuid-Vietnam Ngô Đình Diệm. De fotograaf, Malcolm W. Browne, won de World Press Photo of the Year-prijs voor deze foto in hetzelfde jaar.
Ook was Killing in the Name een nummer waarbij de band vaak een Amerikaanse vlag verbrandde.

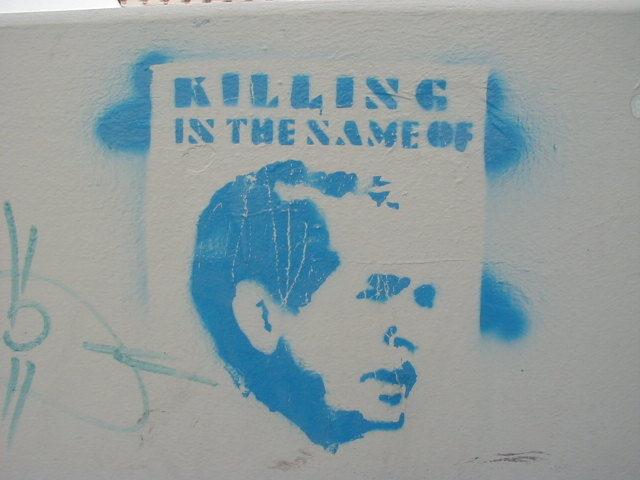
Bush-demonstranten gebruiken Rages single om zijn oorlogswoede te beschrijven. Killing in the Name wordt hier foutief met het aanvoegsel of geschreven.

"Killing in the Name" werd samen met "Bullet in the Head" en "Know Your Enemy" op een promo-vinyl geplaatst en in november 1992 naar verschillende radiostations en clubs verstuurd.
Het nummer komt in praktisch elke setlist van de band voor sinds de uitgave van het debuutalbum. Rage Against the Machine kreeg dankzij deze single aandacht in Engeland, nadat ze het speelden in Yoof, een Engels televisieprogramma. Het nummer kreeg in Engeland weer aandacht toen DJ Bruno Brookes per ongeluk de ongecensureerde versie van dit nummer afspeelde in zijn Top-40 Chart (BBC Radio 1). Deze actie leidde tot 138 klachten bij de BBC.
"Killing in the Name" is sinds zijn uitgave in 1993 bijna elk jaar aanwezig geweest in de Tijdloze 100 van Studio Brussel. Sinds 2001 staat het nummer standaard in de top 30. Killing in the Name werd vaak gespeeld door Audioslave tijdens concerten.

## Reacties en gebruik
Het muziekblad Guitar World plaatste de gitaarsolo van Morello op plaats 89 in de lijst 100 Greatest Guitar Solos. Killing in the Name was volgens Q Magazine nummer 24 in de lijst van 100 Greatest Guitar Tracks en nummer 99 in de 100 beste nummers aller tijden.
In Vlaanderen is de intro van "Killing in the Name" bekend doordat ze voor het onderdeel "Hallo Televisie" met Tom Van Dyck werd gebruikt in het komische televisieprogramma In De Gloria.
In het computerspel Grand Theft Auto: San Andreas komt "Kiling in the Name" voor als een van de nummers van het radiostation Radio X. Een cover van het nummer is te bespelen in het spel Guitar Hero II voor de PlayStation 2 en de Xbox 360. In deze versie is de zin Fuck you, I won't do what you tell me! in het kader van censuur vervangen door You're under control, I won't do what you tell me! Komiek Bill Hicks gebruikte Killing in the Name vaak tijdens het einde van zijn shows.
In 2006 werd het nummer gecoverd door de Franse band La Maison Tellier op hun gelijknamige album. Deze versie duurt 3 minuten en 54 seconden. In 2007 werd een remix van het nummer uitgebracht Eddy Temple-Morris en Tom Bellamy (onder de naam LOSERS). Naast de Losers Remix is ook de Losers Clean Radio Edit op de cd aanwezig.
Rond kerst 2009 dook het nummer weer op. Op Facebook riep een Engelse groep op om de single Killing in The Name te downloaden en hiermee Joe McElderry van de eerste plaats in de Engelse hitlijsten af te stoten. De actie was bedoeld om de winnaar van het populaire X Factor dat jaar van de nummer 1-positie af te houden, omdat dit de afgelopen jaren steeds was gebeurd. Veel Britten steunden de actie en de single werd massaal gedownload. Om de actie meer kracht te geven besloten de Amerikaanse rockers een gratis concert weg te geven als het zou lukken op de eerste plaats te belanden. Vervolgens bereikte Rage Against the Machine in december 2009 de eerste positie in de Britse hitlijst. De single Killing In the Name werd in één week 502.000 keer legaal gedownload, volgens de Official Charts Company. Joe McElderry moest genoegen nemen met de tweede plaats. Zijn cover van The Climb werd 450.000 keer gedownload of verkocht. Dit betekende dat er voor het eerst in vijf jaar geen X Factor-winnaar op de hoogste plaats stond tijdens de kerstdagen.
In juni 2020 maakten rapper Machine Gun Kelly en drummer Travis Barker een cover van het lied in verband met de betogingen die plaats vonden in meerdere steden van de Verenigde Staten na George Floyd, een Afro-Amerikaanse activist, werd vermoord door een blanke politieagent. De cover eindigt met een boodschap aan de demonstranten: "Aan de demonstranten in de straten, vecht tegen het systeem ! Fuck het systeem ! We zullen gehoord worden !"

## Tracklist
1. "Killing in the Name" - 5:17

- Op 31 augustus 1999 bracht de band deze single opnieuw uit, maar deze keer met twee nummers die nog niet eerder waren uitgebracht: Darkness of Greed en Clear the Lane.[14]

1. "Killing in the Name" - 5:17
2. "Darkness of Greed" - 3:42
3. "Clear the Lane" - 3:48

- De 12-inch vinyl-versie is een gelimiteerde editie en uitgegeven in het Verenigd Koninkrijk. Op de A-zijde staat Killing in the Name, op de B-zijde Darkness of Greed en Clear the Lane.[15]